# Kauai-moanalo
Kauai-moanalo (Chelychelynechen quassus) är en  utdöd fågelart i familjen änder inom ordningen andfåglar endemisk för Hawaiiöarna.

## Upptäckt och utseende
Fågeln beskrevs 1991 från subfossila lämningar insamlade 1976 i Makawehiområdet på sydöstra Kauais kust. Förutom huvudet liknande fågeln övriga moanaloänder, med kraftiga ben och reducerade vingar som gjorde den flygoförmögen. Det som urskiljer den är dess unika och anmärkningsvärda näbb som påminner om en sköldpaddas: nästan lika hög som bred och med näsborrarna placerade nästan vertikalt istället för horisontellt. Troligen har den utvecklats som en anpassning till växtföda på land.

## Etymologi
Släktnamnet  Chelychelynechen kommer från grekiskans chelys (sköldpadda), chelyne (läpp eller käft) och chen (gås). Artnamnet quassus är latin och betyder skadad eller krossad, alluderande på fossilmaterialets fragmentariska natur.

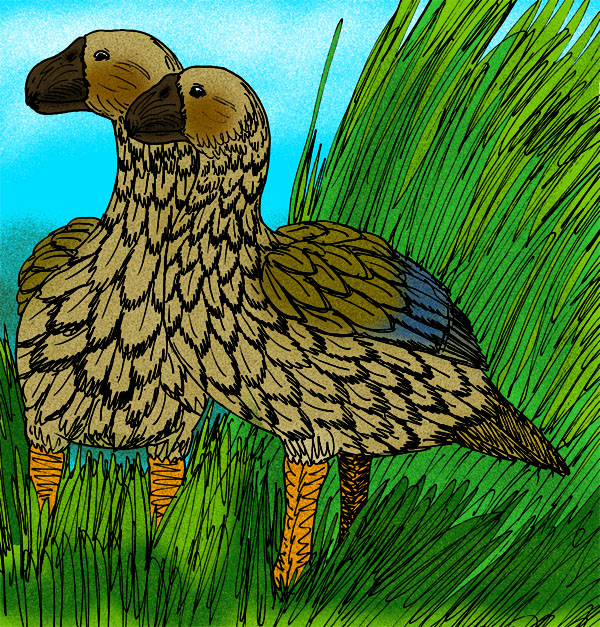